# When Kim Say
"(When Kim Say) Can You Hear Me Now?" é um single promocional do terceiro álbum de estúdio "La Bella Mafia" da rapper americana Lil' Kim. O single conta com a participação de Missy Elliott, e foi produzido por Scott Storch.

## Faixas
- US Vinyl[1]

1. "(When Kim Say) Can You Hear Me Now?" (Amended Version) - 3:15
2. "(When Kim Say) Can You Hear Me Now?" (Instrumental)" - 3:25
3. "(When Kim Say) Can You Hear Me Now?" (Explicit) - 3:15
4. "(When Kim Say) Can You Hear Me Now?" (Accapella) - 3:21

- US CD Single[2]

1. "(When Kim Say) Can You Hear Me Now?" (Amended Version)- 3:51
2. "(When Kim Say) Can You Hear Me Now?" (Instrumental Version) - 3:25